# Escopas
Scopas (en griego, Σκόπας, Skópas) (h. 380–330 a. C.) o Escopas fue un célebre escultor y arquitecto clásico griego del siglo IV a. C. Praxíteles, Lisipo y Escopas son los tres grandes escultores representativos de la segunda fase del clasicismo.

## Biografía
Nació en la isla de Paros, en las Cícladas. Trabajó el mármol de las famosas canteras de su isla natal. Escopas estuvo muy activo en el periodo de 395 a. C. al 350 a. C. y trabajó casi exclusivamente en Grecia. Intervino en el mausoleo de Halicarnaso. Se encargó de la reconstrucción del Templo de Atenea Alea en Tegea (la Arcadia), destruido por un incendio en 395 a. C. Pausanias estima que el edificio "supera con mucho a todos los templos del Peloponeso por su disposición y en particular por su talla" (VIII, 45, 4). Entre los temas mitológicos abordados figuran la caza del jabalí de Calidón (frontón de la fachada) y el combate de Aquiles contra Télefo (frontón trasero). También intervino en el Templo de Artemisa en Éfeso. Colaboró con Praxíteles, Leocares, Briaxis y Timoteo.

## Estilo e influencia
Es considerado un artista que debe incluirse entre los grandes de la escultura, un innovador y un maestro. Según los historiadores de la escultura de la Grecia antigua, Escopas fue el inventor del estilo patético, así llamado por el pathos (el sentimiento), bien definido por la expresión doliente con el que era usual caracterizar la cara de las propias estatuas. Sus obras se parecen mucho, en la construcción de las composiciones, al estilo de Fidias aunque parecen muy rigurosas en la forma, en la cual se nota el recurso a Policleto.                         
A diferencia de Fidias, sin embargo, la escultura de Escopas carece de la naturaleza interpretativa de la identidad humana pero se compensa con un particular sentimiento de dolor, una tragedia, un pathos del vivir la condición humana con toda el dramatismo del dolor y del sufrimiento. Escopas exalta la expresión patética, la angustia, el sentimiento trágico, con características bocas entreabiertas, cuerpos que se mueven en espiral y ojos hundidos. Son caracteres específicos de las figuras de Escopas esas caras de forma casi cuadrada con ojos muy hundidos y la boca entreabierta. 
Ha sido seguramente el primer escultor de la mente humana, casi un escultor-psicólogo, un artista capaz de robar los sentimientos, la angustia, la expresión de sus sujetos para poder infundirlos en el mármol. No se contentaba con representar el exterior del sujeto sino que quería a toda costa entrar en los pliegues del alma y descubrir todos los secretos recónditos: el dolor, la tristeza, la desilusión. El ejemplo de la Ménade ilumina y resulta trágica al mismo tiempo; la expresividad de la cara de la mujer, su movimiento, el drama de sus rasgos, es contagiosa y perturbadora y conmovedora al mismo tiempo.
Otra obra que es particularmente significativa del estilo y de la interpretación emotiva de la escultura de Escopas, es la cabeza de Heracles que en un tiempo formaba parte del frontón oeste del Templo de Atena Alea en Tegea. También en este caso se puede notar la falta de refinamiento de la obra, pero en ella de manera intensa se vive el reflejo del sentimiento, el alma, el pathos. Los rasgos somáticos están ligeramente deformados, pero con una gran carga expresiva, en la postura de la boca semiabierta: casi un grito apagado, con las marcas de las arrugas que enarcan la frente, los ojos y la mirada, casi implorante, como en espera, vuelto hacia el cielo, la profundidad de la mirada acentuada aún más por las órbitas vacías que contrastan con la protuberancia excesiva de las cejas.
Mientras en Fidias todo se construye con una arquitectura espacial propia y precisa, que no deja jamás vacíos, Escopas lucha con el espacio, lo contrasta, lo vence, se le impone con la fuerza domesticándolo y plasmándolo en el propio genio artístico. Esta particular interpretación queda ejemplificada en la Ménade danzante (bacante), donde todo es movimiento, proyección, dinamismo, búsqueda del infinito: básicamente, un verdadero salto al futuro. Incluso en obras menos revolucionarias, como la estatua de Pothos, donde el movimiento está menos acentuado, son los juegos de luces, los claroscuros, los que dan vida a una sensación de movimiento estático.
Otra característica de Escopas es la de no pulir sus obras, no rematarlas, no refinarlas. Sus esculturas, que han llegado a la actualidad sólo a través de copias romanas de la época imperial mantenían siempre fuertes contrastes de luces y sombras. Se puede llegar a considerar que son los predecesores de los prisioneros de Miguel Ángel donde la vida, el alma de las obras, vive ya en el interior del bloque de mármol; incluso apenas esbozada, la figura, el personaje, la vitalidad de la obra sale fuera en toda su energía, su vitalidad. 
Influyó en Lisipo y en la escultura helenística con sus representaciones de características dionisíacas (pasión, movimiento y violencia).

## Obras

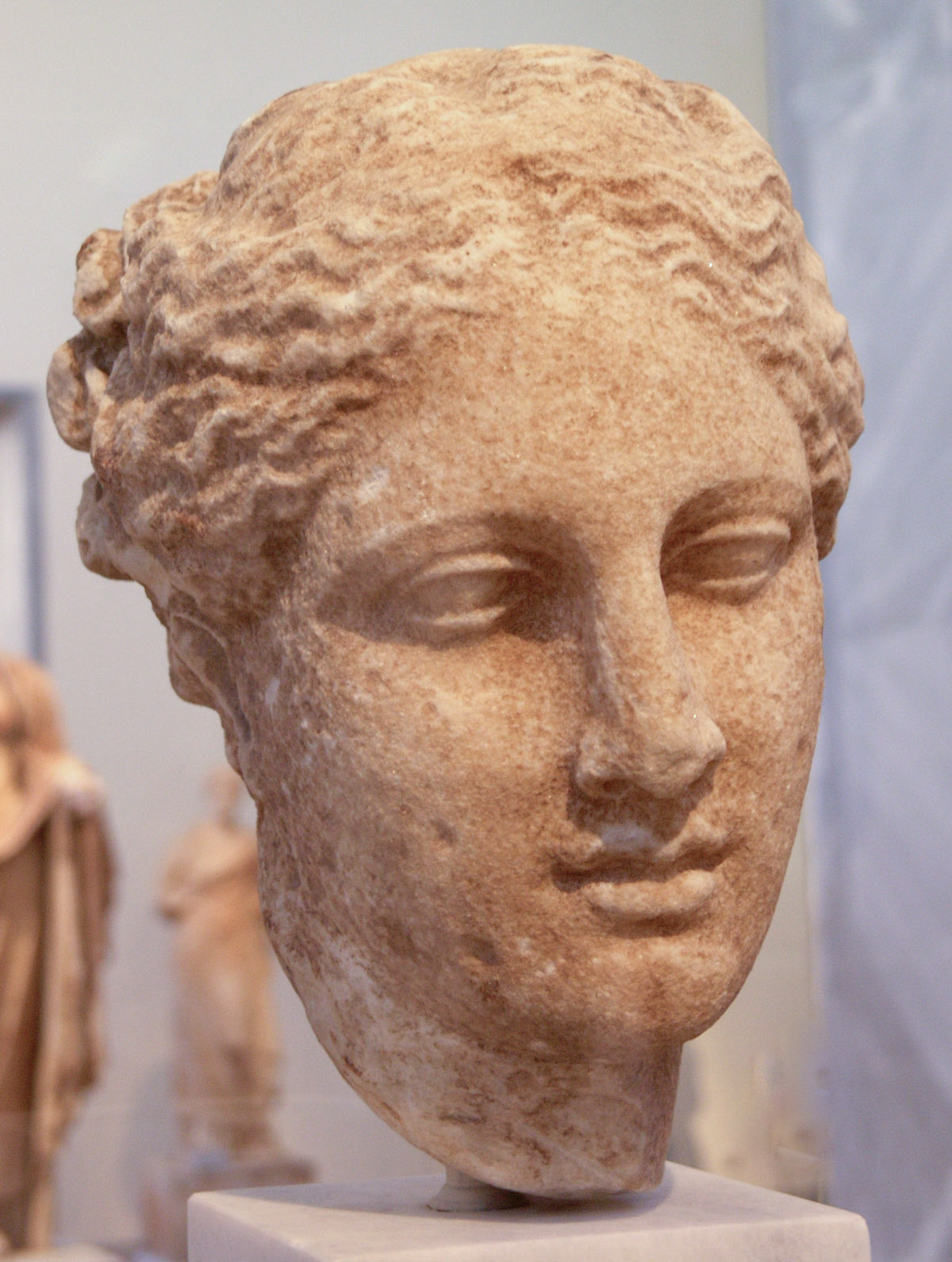
Cabeza femenina representando a la diosa Higía, proveniente de Tegea en la Arcadia. Atribuida a Escopas y realizada a mediados del siglo IV a. C. Museo Arqueológico Nacional de Atenas.

Realizó una parte del mausoleo de Halicarnaso (hoy Budrum), construido en torno a 350 a. C., encargándose en particular de los bajorrelieves y esculpiendo el lado este de la estructura. 
Dirige además las tareas para la construcción del nuevo edificio del Templo de Atenea Alea en Tegea, en la Arcadia, donde trabajó personalmente y en particular en los frontones que están unidos hoy. Se le atribuyen a él diversos edificios que formaban parte del Santuario de los Grandes Dioses de Samotracia. 
Se le atribuyen:
- una Ménade Furiosa, a la que numerosos epigramas de la Antología griega rinden homenaje;
- Meleagro del Vaticano;
- estatuas de Asclepio e Higía en el templo de Asclepio en Gortina, en Arcadia;
- una estatua de Afrodita Pandemos en Elis;
- una estatua de Hécate en Argos;
- dos Erinias del templo de las Augustas Diosas en Atenas;
- un Heracles en Sición;
- un Apolo en Ramnunte, que se encontrará en el templo de Apolo en el Palatino, en Roma, cantado por Propercio (II, 31).

Obras de Escopas se exponen en los siguientes museos:
- Museo Británico de Londres (bajorrelieves)
- Museo Arqueológico Nacional de Atenas (Fragmentos del templo de Atenea Alea en Tegea )
- El celebrado Ares Ludovisi en el Palazzo Altemps, Roma
- Una estatua de Pothos restaurada como Apolo con cítara en los Museos Capitolinos, Roma
- Una estatua de Meleagro en el Museo Fogg Art, Cambridge, Massachusetts.

## Galería

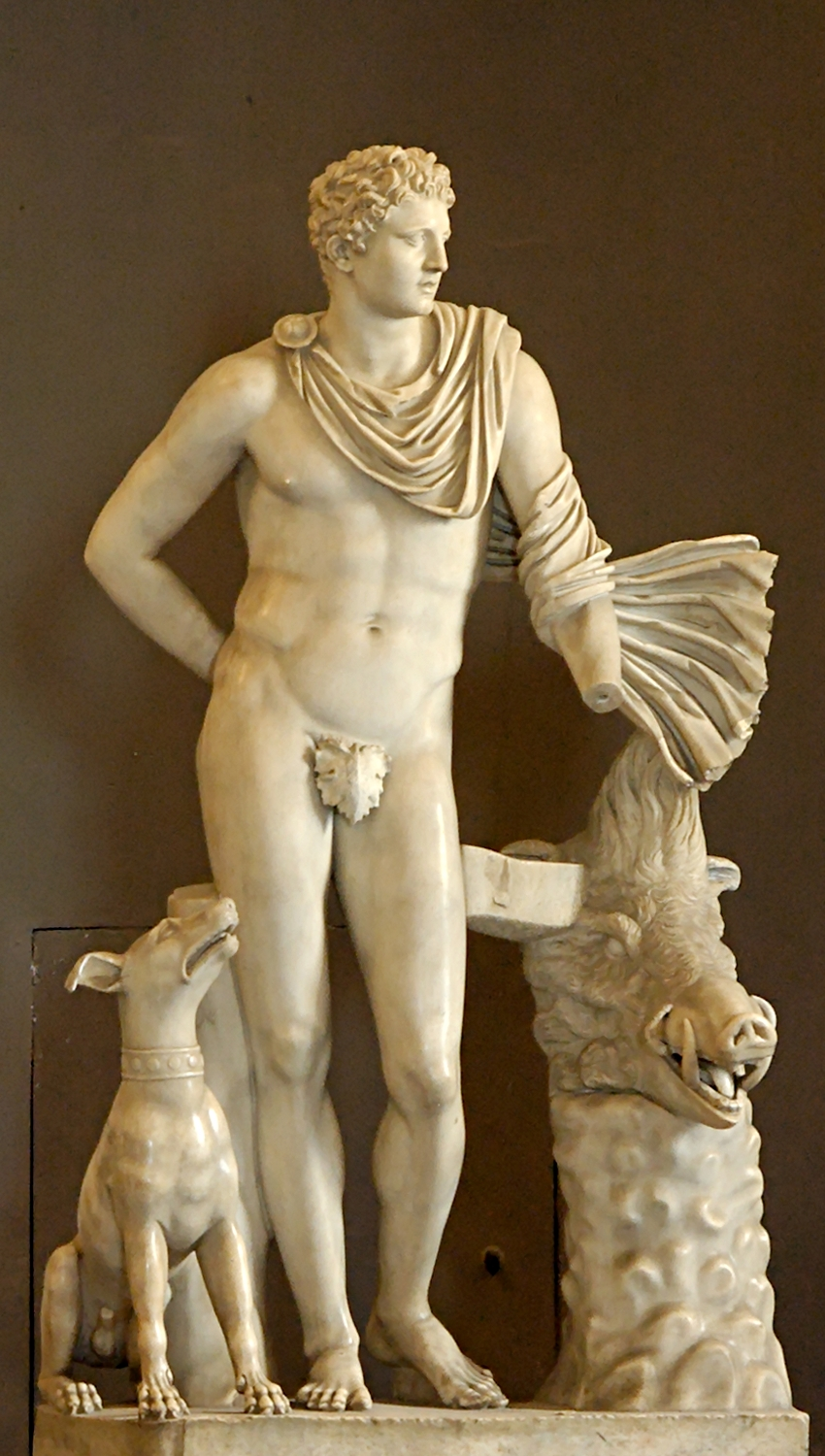
Meleagro. Mármol, copia romana de la época imperial, según un original griego del siglo IV a. C., posiblemente de Escopas. Museo Pio-Clementino, Roma.
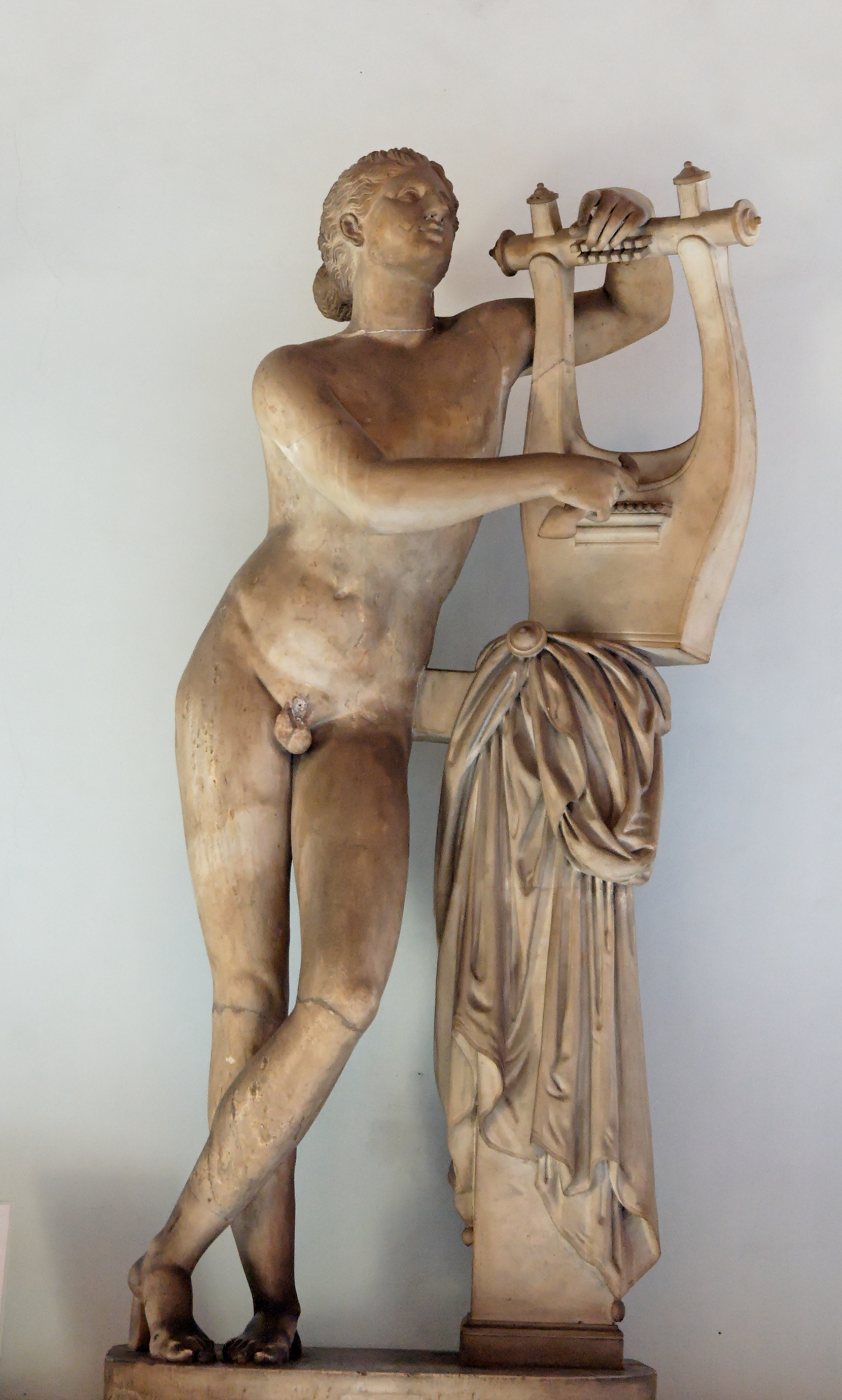
Estatua de Pothos, restaurada como Apolo Citaredo (tocador de cítara). Mármol, copia romana de un original griego de Escopas, hacia 300 a. C. Col. Albani, Museos Capitolinos, Palazzo Nuovo, Roma.
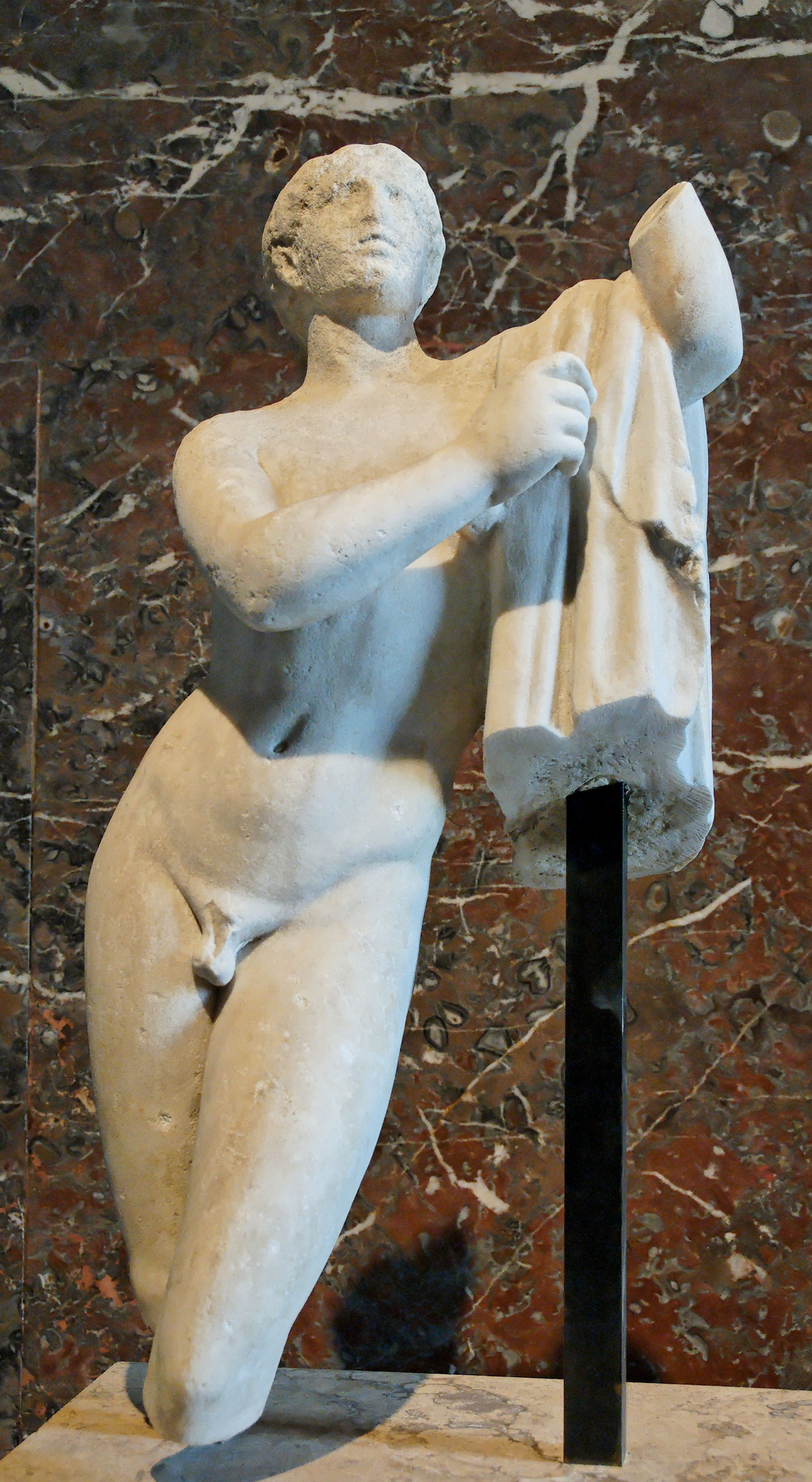
Pothos, dios de la añoranza, el anhelo y el deseo. Mármol, copia romana del siglo I según un original griego del siglo IV a. C. de Escopas que estaba en el templo de Afrodita en Megara. Museo del Louvre, París, Francia.